# ウラベニガサ属
ウラベニガサ属（学名:Pluteus）は真正担子菌綱ハラタケ目のウラベニガサ科に属する菌類の一群である。

## 定義

### 形態
子実体は大部分の場合は中形あるいは小形で、ほぼすべての種においてよく発達した中心生の柄を備え、比較的もろくて壊れやすい。子実層托は管孔状をなすことはなく、常にひだ状で柄に対して多くは離生し、未熟時には白色であるが成熟すれば濃い肌色ないし桃色を呈し、成熟しても液化・溶解しない。唯一種 Pluteus mammillatus (Longyear) Minnis, Sundberg & Methven（北アメリカ南部に産するが、日本では未記録：和名なし）を除いてまったく被膜を欠いており、柄に「つば」を形成することはない。
胞子紋は濃肌色・桃色もしくは帯褐ピンク色（肉色）などを呈する。胞子はほぼ球形ないし広楕円形で薄壁かつ平滑、常に発芽孔を欠き、メチルブルーの乳酸溶液によってよく染まる一方、ヨウ素溶液に対して染まらない。ひだの実質（中軸部）の菌糸は、ひだの縁の方向に向かって逆Ｖ字形に配列する逆散開型の構造を有する。子実層には、しばしば顕著なシスチジアを備えている。かさの表皮は比較的よく分化しており、球形細胞の層からなるもの・縦に平行に並んだ嚢状細胞からなる柵状構造をなすもの・かさの表面に平行に走る菌糸群で構成されるものなどに大別され、あるいはかさにもシスチジアを有する場合がある。子実体を構成する菌糸にはかすがい連結を有するものとこれを欠くものとがある。シスチジアはしばしば柄の表面にも見出されるが、着色したシスチジアが数本ないし数十本ずつ束をなして存在する場合には、肉眼的にも着色した微細な粒点となって認められることがしばしばある。色素が子実体に存在する場合、対部分の種では菌糸の細胞質に均一に溶け込む形で認められ、菌糸内部の液胞内に存在するものや、菌糸の外面に沈着した色素粒となるものは少ない。

### 生態
すべてが腐生性で、外生菌根を形成する種は知られていない。腐朽した木材上や、木屑などの有機物に富んだ地上に見出されるものが多い。木材などを腐朽分解する能力は、さほど高くないようである。
腐生性ではあるが、人工培地上でウラベニガサ属の菌の胞子を発芽させて培養菌株を得ることは容易ではない。ウラベニガサ属の4種を用いた実験した結果では、種によって差はあるものの、胞子の発芽率は11-15パーセント程度に過ぎないという結果が得られている。また、属のタイプ種であるウラベニガサの胞子を用い、3種類の培地の上で発芽させてみた実験では、発芽率は9-13パーセント程度であり、培地の種類によっては1パーセント以下であったとされている。なお、この実験結果として、培地上での胞子の密度が高い状態のほうが発芽は促進されたという。

## 他の属との関係
同じくウラベニガサ科に置かれているChamaeota属（日本では見出されていない）の菌は内被膜を備えており、成熟した子実体の柄には「つば」がある。ただし、分子系統学的解析によれば、Chamaeota属はウラベニガサ属にごく近縁であり、少なくとも一部の種はウラベニガサ属に含めて扱われるべきであるという可能性が指摘されている。フクロタケ属の菌は発達した外被膜を持ち、成熟した子実体の柄の基部には明瞭な「つぼ」を有する点で区別されている。
ひだの実質の構造（菌糸配列）などが共通することから、かつてはテングタケ科に包含されていた時代もあったが、テングタケ科においては胞子紋が白色を呈し、大部分が樹木の細根と特殊な生態的関係を有する（外生菌根）を形成する点や、子実体にはまったく被膜を欠き、柄に「つば」や「つぼ」を形成しない点・胞子がヨウ素溶液に反応しない点などにおいて異なっている。
イッポンシメジ科の菌は、胞子紋が桃色系の色調を有する点で類似し、しばしば子実体が腐朽した木材上に発生する点でも似ているが、ひだの実質の構造において異なる。さらにイッポンシメジ科では、胞子が多角形をなす点で容易に区別される。
ハラタケ科に属する一部の菌群でも、老成した場合にひだや胞子紋が僅かに桃色を帯びる種が存在するが、それらの多くは胞子の一端に発芽孔を備え、胞子の細胞壁は明らかに二層以上の膜で構成されている。また、子実体の生長パターンにおいても異なっている。

## 属内分類
属内における分類に際しては、かさの表皮層の構造・各種シスチジアの所見、および菌糸上でのかすがい連結の有無などが主な基準となっている。
日本国内において、広く親しまれているSingerの分類体系によれば、以下のようになる（和名が与えられていない「系」には、日本産の種は含まれていない）。節以下のタクソン同士の間には互いに移行的な部分があるとし、亜節のランクを与えずに細分しているのが特徴である。

### SectionPluteusウラベニガサ節
- Stirps Pellitus ハナヨメタケ系
- Stirps Glaucus
- Stirps Salicinus ビロードベニヒダタケ系
- Stirps Atromarginatus クロフチシカタケ系
- Stirps Spinulosus
- Stirps Horridus
- Stirps Viscidulus
- Stirps Harrisii
- Stirps Cervinus ウラベニガサ系
- Stirps Amphisystis

### SectionHispidodermaFayod ベニヒダタケ節
- Stirps Nigrolineatus
- Stirps Umbrosus フチドリベニヒダタケ系
- Stirps Aethalus
- Stirps Circumscissus
- Stirps Leoninus ベニヒダタケ系
- Stirps Semibulbosus
- Stirps Spilopus
- Stirps Diptychocystis
- Stirps Spilosus
- Stirps Atriavellaneous
- Stirps Cinerellus
- Stirps Unakensis
- Stirps Nitens
- Stirps Tomentosulus

### SectionCellurodermaFayod ヒメベニヒダタケ節

#### SubsectionMixtiniSing.
- Stirps Eugraptus
- Stirps Longistriatus
- Stirps Burserae
- Stirps Venosus
- Stirps Minutissimus
- Stirps Thomsonii カサヒダタケ系

#### SubsectionEucellurodermiヒメベニヒダタケ亜節
- Stirps Chrysophlebius ヒイロベニヒダタケ系
- Stirps Globiger
- Stirps Lutescens キアシベニヒダタケ系
- Stirps Lucruosus
- Stirps Roseocandidus
- Stirps Pulverulentus
- Stirps Jamaicensis ヒメベニヒダタケ系
- Stirps Tucumanus

## 他の分類体系
一方、Vellinga and Schreursは、Singerによる上記の分類システムは煩雑すぎ、より簡潔なものとするのが妥当であると主張し、以下のような分類体系を提案している。。

## 日本産種の分類
ここでは、暫定的に、Vellinga and Schreursによる分類体系に従って各種を記述する。

### ウラベニガサ節
- Pluteus cervinus　(Schaeff.) P. Kummer  ウラベニガサ－本属の基準種である。まれに、子実体全体がほとんど白色のものが見出される[5] 。
- Pluteus atromarginatus (Konrad) Kühner  クロフチシカタケ－子実体の肉眼的所見においてフチドリベニヒダタケに非常に類似しており、しばしば混同されているが、側シスチジアの先端に碇状ないし鈎状に反転した突起を備えることや、かさの表皮が、その表面に平行に匍匐した菌糸で構成されていることなどにおいて明瞭に区別される[6]。
- Pluteus brunneoradiatus Bonnard カサスジウラベニガサ－ウラベニガサに酷似するが、縁シスチジアの基部やひだの実質部の菌糸上に、しばしばかすがい連結がみられる点で異なる。
- Pluteus daidoi S. Ito & S. Imai ダイドウベニヒダタケ－小笠原からただ一度採集された種類で、それ以降の再発見の記録がない。かさはクリーム色を帯び、その表皮は匍匐性菌糸からなる。側シスチジアには、先端に碇状に反転した突起を持つ型と、先端が鋭く尖った型との二種類がある。
- Pluteus hongoi Sing.（和名なし）－ウラベニガサに似るが、かさがより暗色（暗褐色）であり、さらに粘性を持つ（表皮組織がゼラチン化する）点で異なる。京都府（京都市大文字山）で採集された標本をタイプとして記載された[7]。
- Pluteus　petasatus (Fr.) Gillet  クサミノシカタケ－この和名をPluteus　patricius (Schulzer) Sacc.に当てる意見もある[8]が、後者の名をPluteus　petasatus の異名とみなす見解が有力である。これらの異同については、さらに培養所見の比較や交配試験の結果確認あるいは分子系統学的解析などを行う必要があるとされる[9]。
- Pluteus　pellitus (Pers.) P. Kummer ハナヨメタケ－クサミノシカタケによく似て、子実体全体が白っぽいが、前者ではかさの中央部は多少とも褐色を帯びるのに対し、本種では全面が白色である。また、縁シスチジアの所見においても異なる。
- Pluteus magnus McClatchie トゲウラベニガサ－ウラベニガサ属のきのことしてはかなり丈夫でがっしりした子実体を形成し、側シスチジアは鋭く尖っており、縁シスチジアには尖ったタイプとこん棒形をなすタイプとの二型を有する点が大きな特徴である。日本では、千葉県下長生郡長柄町において、マイタケの栽培に用いられた培地廃材から発生した記録がある[10]。
- Pluteus horridelamellus S. Imai フサベニヒダタケ－戦前に小笠原から記載された種であるが、原記載以降、再度の採集記録がない。側・縁シスチジアは先端部が碇状に反転したウラベニガサ型であるが、ともに厚壁であるのが特異的である。また、かさにも厚い壁を備えたシスチジアをまじえ、柄の表面にも同様のシスチジアがある。これらの所見にもとづき、Section Horridus フサベニヒダタケ節を独立させる意見がある[11]。
- Pluteus salicinus (Pers.) P. Kummer var. salicinus ビロードベニヒダタケ－かさは淡灰色でしばしば淡い青緑色を帯び、ほとんど平滑あるいは放射状に走る微細な繊維紋をこうむり、通常は周縁部に条線を生じない。柄は白色であるが、その基部はしばしば灰青色ないし灰緑色を帯びる点が著しい特徴である。柄の基部が青みを帯びない変種は var. achloeus Sing.、かさの周縁部に条線を有する変種は var. americanus Banerjee & Sundb.[12] として区別されているが、ともに日本からは記録されていない。

### ササクレウラベニガサ節
- Pluteus ephebeus (Fr.) Gillet ササクレウラベニガサ－日本では、北海道および青森県で採集された標本に基づき、新産種として報告された[13]。節のタイプ種である。
- Pluteus atrofuscus Hongo クロベニヒダタケ－朽ちたムギ藁の上やゴミ捨て場に発生する点で、本属としては異色な種類である。現在までのところ日本特産で、タイプ標本は、滋賀県（大津市）で採集されたものである[14]。
- Pluteus podospileus Sacc. & Cub. f. podospileus ザラツキウラベニガサ－かさは暗褐色ないし赤褐色で、微細な粒状鱗片におおわれてざらついており、柄の全面にも黒褐色の細かい鱗片を密布する。北海道（小樽市）から知られている。

### ベニヒダタケ節

#### ベニヒダタケ亜節
- Pluteus leoninus (Schaeff.) P. Kummer ベニヒダタケ－日本では北海道（札幌市）・宮城県（石巻市）・東京都小笠原村（母島）での記録があり、おそらく全域に分布するものと考えられる。
- Pluteus umbrosus (Pers.) P. Kummer フチドリベニヒダタケ－かさの表面に、放射状にやや不規則に広がる、隆起した脈状のしわを備え、さらに黒褐色の粒状鱗片を着ける点が特徴である。縁シスチジアの内部に褐色の内容物を含むため、ひだは黒っぽく縁どられる。また、柄の表面にも黒褐色の粒点を密布している。日本では、鳥取産の標本に基づいて記載がなされている[15]。
- Pluteus phaeocephalus Har. Takahashi コゲチャベニヒダタケ－褐色系のかさと、微細な黒褐色の粒点におおわれた柄とを有する点で、ササクレウラベニガサ節のザラツキウラベニガサによく似ているが、かさは微細な亀裂状をなす。また、かさの表皮は細長い紡錘状の細胞のみで構成されており、膀胱状に膨れた細胞をまじえていない。春から秋にかけて、広葉樹の枯れ枝に発生する。神奈川県（小田原市）産の標本をもとに新種記載された[16]。

#### ヒメベニヒダタケ亜節
- Pluteus nanus (Pers.) P. Kummer ヒメベニヒダタケ－白色で繊細な柄を有する小形種。北海道から知られており、亜節のタイプ種である。
- Pluteus aurantiorugosus (Trog) Sacc. ヒイロベニヒダタケ－広葉樹の腐朽材上に生える。特に、朽ち果てて廃棄されたシイタケ栽培用の原木などの上でしばしば見出される。
- Pluteus luctuosus Boud. フチヒダウラベニガサ－ひだの縁が黒褐色を呈する（縁シスチジアの内部に褐色の色素を含むため）点で、フチドリベニヒダタケやクロフチシカタケと共通するが、後二者はかさの表皮構造において異なっている[17]。
- Pluteus chrysophaeus (Schaeff.) Quél. キイロウラベニガサ－ベニヒダタケに非常によく似ており、従来は混同されていた。かさの表皮の構造において、ベニヒダタケとはまったく異なっている[18]。
- Pluteus phlebophorus (Ditm.: Fr.) P. Kummer コシワベニヒダタケ－かさの径1.5-2cm程度の小さなきのこで、かさは赤褐色を呈し、不規則で顕著なしわ状条線を生じる。柄は白色を呈し、側・縁シスチジアは、ともに先端に丸みを帯びた長紡錘状をなし、細くて短い脚部を有する。いまのところ、日本では北海道のみから知られている[19]。
- Pluteus romellii (Britzelmeyer.) Lapl. キアシベニヒダタケ－柄が黄色を帯びる点で前種キイロウラベニガサに類似するが、かさの表面の色調は大きく異なり、本種では暗褐色～濃い黄褐色である。また、ひだのシスチジアの形態においても相違しており、キイロウラベニガサでは紡錘状ないしアンプル状をなすのに対し、キアシベニヒダタケでは短い脚部を備えた逆フラスコ状あるいは太いこん棒状である。日本国内では、神奈川県（小田原市）産の標本をもとに報告されている[20]が、北海道にも産する。

#### カサヒダタケ亜節
- Pluteus thomsonii  (Berk. & Br.) Dennis カサヒダタケ－かさは灰褐色で、その中央部から周縁にかけて、著しく隆起した不規則な血管状の隆起を生じる。ひだは、初めは灰色を帯び、柄も灰白色の地に灰褐色の粒点を密布している。広葉樹の枯れ木に発生し、シイタケ栽培用の原木上でもしばしば見出される。
- Pluteus pantherinus Courtecuisse & Uchida var. pantherinus ヒョウモンウラベニガサ－淡黄褐色の地に、不規則に散在したクリーム色の斑紋を生じる。群馬県（桐生市）で採集された標本がタイプとして指定されている。なお、一変種（var. thailandensis Courtecuisse et Andary）がタイから記録されている[21]。

上記のほか、日本からはPluteus bulbosus S. Imai ホテイベニヒダタケ、Pluteus machidae S. Ito & S. Imai マチダベニヒダタケ、Pluteus macrosporus S. Imai シロベニヒダタケ、Pluteus okabei S. Ito & S. Imai オカベベニヒダタケ、およびPluteus verruculosus S. Ito & S. Imai ムニンシカタケなどが記録されているが、いずれも原記載以降は再採集された記録がない。また、これらのタイプ標本も保存状態が悪く、詳しい所見が明らかでないため、属内における分類学的位置は不明である。